# Station Senrioka
Station Senrioka (千里丘駅, Senrioka-eki) is een spoorwegstation in de Japanse  stad Settsu. Het wordt aangedaan door de JR Kioto-lijn. Het station heeft vier sporen, waarvan sporen één en vier bestemd zijn voor doorgaande treinen. 

## Treindienst

### JR West
| 1 | ■ Doorgaande treinen |                                         |
| 2 | ■ JR Kioto-lijn      | richting Osaka, Shin-Osaka en Sannomiya |
| 3 | ■ JR Kioto-lijn      | richting Takatsuki en Kioto             |
| 4 | ■ Doorgaande treinen |                                         |

## Geschiedenis
Het station werd in 1938 geopend. In 1983 werd het oude station vervangen en in 2008 verder verbouwd. 

## Overig openbaar vervoer
Bussen van Hankyu en Kintetsu.

## Stationsomgeving
- Forte Settsu (winkelcentrum)
  - Hankyu Oasis (supermarkt)
- FamilyMart
- Centrale ziekenhuis van Senrioka
- Kinki Osaka Bank
- Tsutaya
- Book Off
- 7-Eleven
- Kirindo (drogisterij)
- Joshin (drogisterij)
- Satake (supermarkt)

(Biwako-lijn<<) · Kyoto · Nishiōji · Katsuragawa · Mukōmachi · Nagaokakyō · Yamazaki · Shimamoto · Takatsuki · Settsu-Tonda · Ibaraki · Senrioka · Kishibe · Suita · Higashi-Yodogawa ·  Shin-Ōsaka · Ōsaka · (>>JR Kōbe-lijn) 